# Междуозерное
Междуозерное (каз. Междуозерное) — село в Айыртауском районе Северо-Казахстанской области Казахстана. Входит в состав Елецкого сельского округа. Код КАТО — 593240800.

## География
Расположено между озёрами Кудымколь и Жетыколь.

## Население
В 1999 году население села составляло 131 человек (57 мужчин и 74 женщины). По данным переписи 2009 года, в селе проживало 52 человека (26 мужчин и 26 женщин).